# Goddard唯一性定理
Goddard唯一性定理，是頂點代數學中的一條定理，指任何一個場 A(z)，如果它滿足一般頂點算子的局域性，而且它和某一頂點算子 Y(a,z) 在真空向量上的值一樣，这样就有 A(z)=Y(a,z)。Goddard唯一性定理是態場對應的根本。